# شيخا أوبيروا
شيخا أوبيروا مواليد 5 أبريل 1983 في مومباي، هي لاعبة كرة مضرب هندية سابقة بدأت مسيرتها كمحترفة سنة 2003 وكانت تلعب باليد اليمنى، اعتزلت اللعب في 2011. أعلى تصنيف لها في الفردي كان المركز الـ 122 في سنة 2005.

## روابط خارجية
- شيخا أوبيروا على موقع رابطة محترفات التنس (الإنجليزية)
- شيخا أوبيروا على موقع الاتحاد الدولي لكرة المضرب (الإنجليزية)
- شيخا أوبيروا على موقع كأس بيلي جين كينغ (الإنجليزية)
- شيخا أوبيروا على موقع خلاصة التنس.كوم (الإنجليزية)
- شيخا أوبيروا على موقع إي إس بي إن.كوم (الإنجليزية)